# Kazangasso
Kazangasso è un comune rurale del Mali facente parte del circondario di Bla, nella regione di Ségou.
Il comune è composto da 8 nuclei abitati:
- Beh
- Kapré
- Kazangasso
- Kéniesso
- Sangoula Djirela
- Sangoula Doubalekola
- Sangoula Marka
- Wassasso